# Clarence Freeman
Clarence Freeman (Plainfield, Connecticut, 1863 – Providence, Rhode Island, 1909) fou un jugador de dames nord-americà, d'ètnia pequot pur. Va aprendre a llegir i escriure de manera autodidacta. Alhora va aprendre a jugar a les dames, i el 1884 fou ja campió dels EUA, cosa que repetí el 1885, el 1890 i el 1907. El 1905 fou campió del món.